# Trehörningen (Lagmansereds socken, Västergötland)
Trehörningen är en sjö i Trollhättans kommun i Västergötland och ingår i Göta älvs huvudavrinningsområde. Sjön har en area på 0,112 kvadratkilometer och ligger 125,4 meter över havet. Sjön ligger i vildmarksområdet Risveden och avvattnas av Iglabäcken som efter Vanderydsvattnet rinner ut i Slumpån.

## Delavrinningsområde
Trehörningen ingår i det delavrinningsområde (644608-130050) som SMHI kallar för Ovan 645009-130036. Medelhöjden är 134 meter över havet och ytan är 16,52 kvadratkilometer. Det finns inga avrinningsområden uppströms utan avrinningsområdet är högsta punkten. Vattendraget som avvattnar avrinningsområdet har biflödesordning 3, vilket innebär att vattnet flödar genom totalt 3 vattendrag innan det når havet efter 105 kilometer. Avrinningsområdet består mestadels av skog (84 %). Avrinningsområdet har 1,19 kvadratkilometer vattenytor vilket ger det en sjöprocent på 7,2 %.